# Villemade
Villemade är en kommun i departementet Tarn-et-Garonne i regionen Occitanien i södra Frankrike. Kommunen ligger i kantonen Montauban 1er Canton som tillhör arrondissementet Montauban. År 2022 hade Villemade 824 invånare.

## Befolkningsutveckling
Antalet invånare i kommunen Villemade
| Referens: INSEE |